# Reyer Venezia 1954-1955
Questa voce raccoglie le informazioni riguardanti la Reyer Venezia nelle competizioni ufficiali della stagione 1954-1955.

## Stagione
La Reyer Venezia disputa il campionato di Serie A Elette  terminando al 9º posto (su 12 squadre). In questo campionato disputa il derby contro la Junghans Venezia

## Rosa 1954-1955
- Luigi Borsoi
- Gianfranco Sardagna
- Giulio Geroli
- Giuseppe Rossi
- Giancarlo Dalla Chiara
- Tralà
- "Baby" Italo Campanini
- L. "Gino" Campanini
- Ravanello
- Ferraro
- P. Rossi
- G. Rossi
- Giorgio Dario
- Scarpa[1][2][3]

Allenatore: Gigi Marsico